# Arnoldischule
Die Arnoldischule ist ein staatliches Gymnasium in Gotha, das 1876 als Höhere Bürgerschule begründet wurde.

## Entwicklung
Bereits 1834 hatte der Gothaer Kaufmann Ernst Wilhelm Arnoldi eine größere Stiftung für die Einrichtung einer Höheren Bürgerschule – d. h. eine über die Volksschule hinausgehende allgemeinbildende Gewerbeschule – in seiner Heimatstadt getätigt. Diese Stiftung wurde jedoch 1836 zur Gründung des Herzoglichen Realgymnasiums (das 1859 mit dem Gymnasium Illustre zum Gymnasium Ernestinum vereinigt wurde) verwendet. Der Direktor aller städtischen Schulen, Eduard Zschaeck (1833–1905), setzte sich seit seiner Berufung in dieses Amt im Jahre 1866 beharrlich für die Gründung der ursprünglich von Arnoldi beabsichtigten Lehranstalt ein.

### 1876 bis 1916
1876 zeitigten Zschaecks Bemühungen Erfolge: Im Frühjahr wurde die bisherige I. Knaben-Bürgerschule Gothas in eine bis zur Klasse 10 führende Höhere Bürgerschule umgewandelt, Zschaeck wurde ihr erster Direktor. Der Unterricht fand mangels eines eigenen Schulgebäudes zunächst bis 1880 in den Räumen der Myconiusschule (damals Bürgerschule) in der Bürgeraue statt. Bei den vermittelten Lehrinhalten lag das Hauptaugenmerk auf der praxisnahen Vorbereitung der Schüler auf Berufe in Handel, Handwerk und Industrie, altsprachlichen Unterricht gab es nicht. 1880 zog die Schule, die 1882 zu Ehren des Stifters „Arnoldischule“ benannt wurde, in das Gebäude der späteren Lutherschule an der Hohen Straße um, wo sie bis 1884 verblieb. Von 1884 an wurden die Schüler im Gebäude der Gotthardschule (damals Bezirksschule) an der Gotthardstraße unterrichtet.
1892 wurde die Arnoldischule zur Realschule, die ab 1899 unter dem Direktorat Carl Rohrbachs stand und der seit 1902 auch eine Handelsschule angeschlossen war. Der Mangel an Fachräumen in der als Volksschule konzipierten Gotthardschule und die wachsenden Schülerzahlen veranlassten Rohrbach, sich für einen modernen Schulneubau einzusetzen, der ab 1909 ausgeführt wurde. In dem 1911 bezogenen Arnoldischulhaus waren neben den Klassen der Realschule auch die Klassen der 1818 von Ernst Wilhelm Arnoldi begründeten ersten deutschen Handelsschule untergebracht.

### 1916 bis 1933
1916 wurde die Arnoldischule mit der Umwandlung in eine neunjährige Oberrealschule (Klassen 5 bis 13) zur Vollanstalt, an der fortan die Hochschulreife erworben werden konnte. Sie trat damit in Konkurrenz zum traditionsreichen Gymnasium Ernestinum. Ostern 1922 stellte die der Arnoldischule angegliederte Handelsschule ihren Betrieb ein. Ab 1926 hatten die Klassen der neugegründeten Staatlichen Handelsschule ihren Sitz in den unteren Räumen des Westflügels der Arnoldischule. Im Oktober 1924 hatte Erich Burchardt das Direktorat der Arnoldischule übernommen, die ab 1931 ein Reform-Realgymnasium mit Gabelung in eine mathematisch-naturwissenschaftliche und eine realgymnasiale Abteilung war.

### 1933 bis 1945
Am 1. April 1933 wurde dem Thüringer „Gesetz über die Beseitigung der Elternbeiräte“ folgend der Elternbeirat der Arnoldischule aufgelöst. Auch alle bisherigen Formen der Schülerselbstverwaltung wurden abgeschafft. Offiziell wegen „Erreichen der Altersgrenze“ wurde der bisherige Direktor Erich Burchardt am 31. Mai desselben Jahres in den Ruhestand versetzt und sein Posten von Hans Karge übernommen, der als Stadtkreisleiter der NSDAP ein „zuverlässiger“ Pädagoge im Sinne der neuen Machthaber war. Der seit 1918 an der Schule tätige Lehrer Walter Lindemann wurde ebenfalls 1933 wegen „unzulässiger politischer Betätigung“ für die Kommunistische Partei Deutschlands entlassen.
1937 zogen die Klassen der Staatlichen Handelsschule aus dem Westflügel des Arnoldischulhauses aus und bezogen das benachbarte Gebäude Eisenacher Straße 3. Von Juni 1937 bis Anfang 1938 wurde die Arnoldischule als Deutsche Oberschule geführt. Am 20. April 1938 übernahm Walter Kinttof die Leitung der nunmehrigen „Oberschule für Jungen“. Mit Kriegsausbruch 1939 musste die Arnoldischule ihr angestammtes Schulhaus verlassen, da darin ein Behelfslazarett eingerichtet wurde. In den Kriegsjahren wurden die Arnoldischüler in den Räumen der Myconiusschule und des Gymnasiums Ernestinum unterrichtet. Ab Februar 1943 wurden die ersten 16-jährigen Schüler als Luftwaffenhelfer eingesetzt, der reguläre Unterricht war u. a. durch zunehmende Fliegeralarme immer schwieriger aufrechtzuerhalten. Im Schuljahr 1944/1945 konnten kriegsbedingt erstmals keine Abiturprüfungen mehr durchgeführt werden, im März 1945 wurde der Unterrichtsbetrieb eingestellt.
Nach dem Einmarsch der US-Armee in Gotha am 4. April 1945 blieb das Arnoldischulhaus zunächst Lazarett (als „Deutsches Militärkrankenhaus Nr. 77“), bis es am 19. Juli von den nachrückenden Truppen der Roten Armee beschlagnahmt und besetzt wurde.

### 1945 bis 1961
Am 1. Oktober 1945 nahm die Arnoldischule unter Leitung des im Mai neu berufenen Direktors Heinrich Gaensler mit 13 Klassen den Unterrichtsbetrieb wieder auf, zunächst wie schon in den Kriegsjahren im Gebäude der Myconiusschule. Erst im August 1946 wurde das Gebäude an der Eisenacher Straße von der sowjetischen Besatzungsmacht wieder für Schulzwecke freigegeben. Nach Aufräumungs- und Instandsetzungsarbeiten konnten die Arnoldischüler am 1. Oktober 1946 erstmals wieder im angestammten Gebäude unterrichtet werden.
Zwischen 1945 und 1947 wurden 20 Lehrer der Arnoldischule aufgrund ihrer früheren Mitgliedschaft in der NSDAP und ihren Gliederungen aus dem Schuldienst entlassen. Aufgrund des Lehrermangels musste in den ersten Nachkriegsjahren häufig der Unterricht verkürzt werden oder stundenweise entfallen.
Zum 1. Dezember 1946 wurden die Klassen der Käthe-Kollwitz-Schule (Oberschule für Mädchen) in die Arnoldischule eingegliedert, am 10. April 1947 die Klassen des aufgelösten Gymnasiums Ernestinum. Von 1947 bis 1950 war die Arnoldischule unter Beibehaltung ihrer traditionellen Bezeichnung eine „Oberschule für Jungen und Mädchen“, im Schuljahr 1950/1951 „Zwölfjahresschule“ und seit Beginn des Schuljahrs 1951/1952 „Oberschule“. Im Januar 1952 wurde Otto Nabielek neuer Direktor der Einrichtung, die erstmals seit 1882 ihren Traditionsnamen verlor und amtlich nur noch „Oberschule Gotha I“ hieß, um den Bruch mit den bürgerlichen Traditionen der Schule deutlich zu machen. Doch bereits zu Beginn des Schuljahrs 1953/1954 wurde der Name Ernst Wilhelm Arnoldis wieder gewürdigt und die Schule fortan amtlich als „Arnoldi-Oberschule“ geführt.
Im August 1958 übernahm Fritz Klein das Direktorat der Einrichtung, die zum Beginn des Schuljahrs 1959/1960 mit der Theodor-Neubauer-Oberschule (die damit ihren Status als Oberschule verlor) im Arnoldischulhaus zusammengelegt wurde. Mit nunmehr 22 Klassen, 559 Schülern und 42 Lehrern war die in einem Gebäude untergebrachte, aber faktisch zweiteilige Arnoldischule – deren ursprüngliche Klassen als „Arnoldischule I“ weiterhin von Direktor Fritz Klein und deren neu hinzugekommene Klassen als „Arnoldischule II“ ab 1959 von Direktor Egon Heinrich geleitet wurden – die größte Oberschule im Bezirk Erfurt und die einzige verbliebene Gothaer Oberschule, an der das Abitur abgelegt werden konnte. Die Zweiteilung hatte jedoch nur ein Jahr Bestand, und mit Beginn des Schuljahrs 1960/1961 wurden beide Schulen wieder als eine Schule geführt, nun unter dem alleinigen Direktorat Egon Heinrichs.
Ein Antrag der Schulleitung vom Juni 1960, der Einrichtung den Namen „Bertolt-Brecht-Schule“ zu geben und damit den für eine „sozialistische“ Schule als unpassend empfundenen Namen des „bürgerlichen“ Kaufmannes Arnoldi zu tilgen, wurde vom Rat des Bezirkes Erfurt abschlägig beschieden, da der traditionsreiche Name „Arnoldi-Oberschule“ durch gute Bildungs- und Erziehungsarbeit zu einem Qualitätsbegriff über die Bezirksgrenzen hinaus geworden sei.

### 1961 bis 1991
Mit Beginn des Schuljahrs 1961/1962 wurde die vierjährige Schule (Klassenstufen 9 und 10 als Vorbereitungsklassen, Klassenstufen 11 und 12 als Abiturklassen) amtlich „Arnoldischule Erweiterte Oberschule“ benannt, diese Bezeichnung sollte 30 Jahre Bestand haben. Seit den 1970er-Jahren wurde die Schule zunächst umgangssprachlich und später offiziell auch „EOS Arnoldi“ genannt. In den 1960er-Jahren verlor die Schule ihren altsprachlichen Zweig, dafür kamen Klassen mit erweitertem Russisch-Unterricht („R-Klassen“) hinzu. Mit Beginn des Schuljahrs 1962/1963 wurden einige Klassen der POS „Anna Seghers“ (die im Gebäude des ehemaligen Ernestinums untergebracht war) ins Arnoldischulhaus verlagert und fortan dort unterrichtet. 1968 unterrichteten an der Arnoldischule 35 Lehrer 610 Schüler in 20 Klassen.
Im August 1972 wurde Wolfgang Krause Direktor der Schule, an der sich ab 1973 eine alljährliche „Arnoldi-Werkstattwoche“ mit kulturellen Veranstaltungen der Schüler etablierte. 1978 wurde das Fach Wehrunterricht an der Schule eingeführt. Im Zuge der Vereinheitlichung des Bildungssystems der DDR und der Neustrukturierung der Abiturstufe fielen 1981 zunächst die 9. Klassen und 1982 auch die 10. Klassen als Vorbereitungsklassen auf das Abitur weg. Mit Beginn des Schuljahrs 1982/1983 wurden an der nunmehr nur noch zweijährigen Arnoldischule 240 Schüler von 25 Lehrern unterrichtet.
Als Folge der politischen Wende entfielen 1990 u. a. die Fächer Staatsbürgerkunde und Wissenschaftlich-praktische Arbeit. Im März 1990 wurde Wolfgang Krause, der bereits im Januar als Direktor zurückgetreten war und sein Amt seither nur noch interimistisch ausübte, von Werner Buntin abgelöst, der sich für eine Umwandlung der Erweiterten Oberschule in ein Gymnasium einsetzte. Mit dem Ende des Schuljahrs 1990/1991 endete die Zeit der Arnoldischule als Erweiterte Oberschule.

### Seit 1991
Im Zuge des Übergangs zum Gymnasium verlor die Arnoldischule am 1. August 1991 zum zweiten Mal in ihrer Geschichte ihren angestammten Namen und hieß zunächst „Staatliches Gymnasium Eisenacher Straße 5“. Im selben Monat übernahm Clemens Festag das Amt des Direktors der Schule, die am 2. September den Lehrbetrieb als Gymnasium aufnahm. Zunächst unterrichteten 61 Lehrer 895 Schüler in 38 Klassen der Klassenstufen 5 bis 12. Im Januar 1992 wurde dem Gymnasium vom Thüringer Kultusministerium der traditionsreiche Name „Arnoldischule“ wiederverliehen. Im Schuljahr 1992/1993 wurde das Kurssystem der Thüringer gymnasialen Oberstufe an der Schule eingeführt.

## Schulgebäude

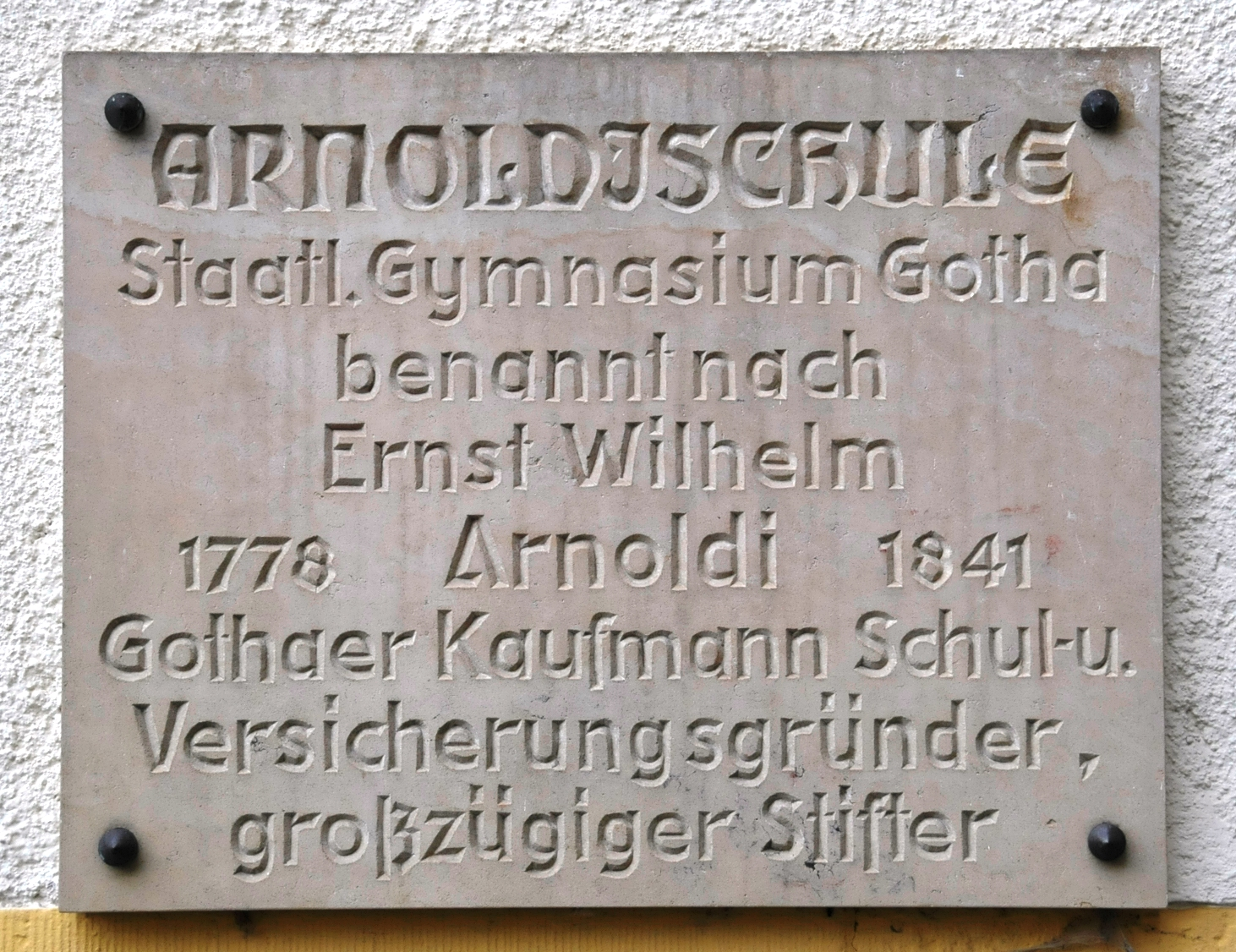
Tafel von 1992 am Haupteingang

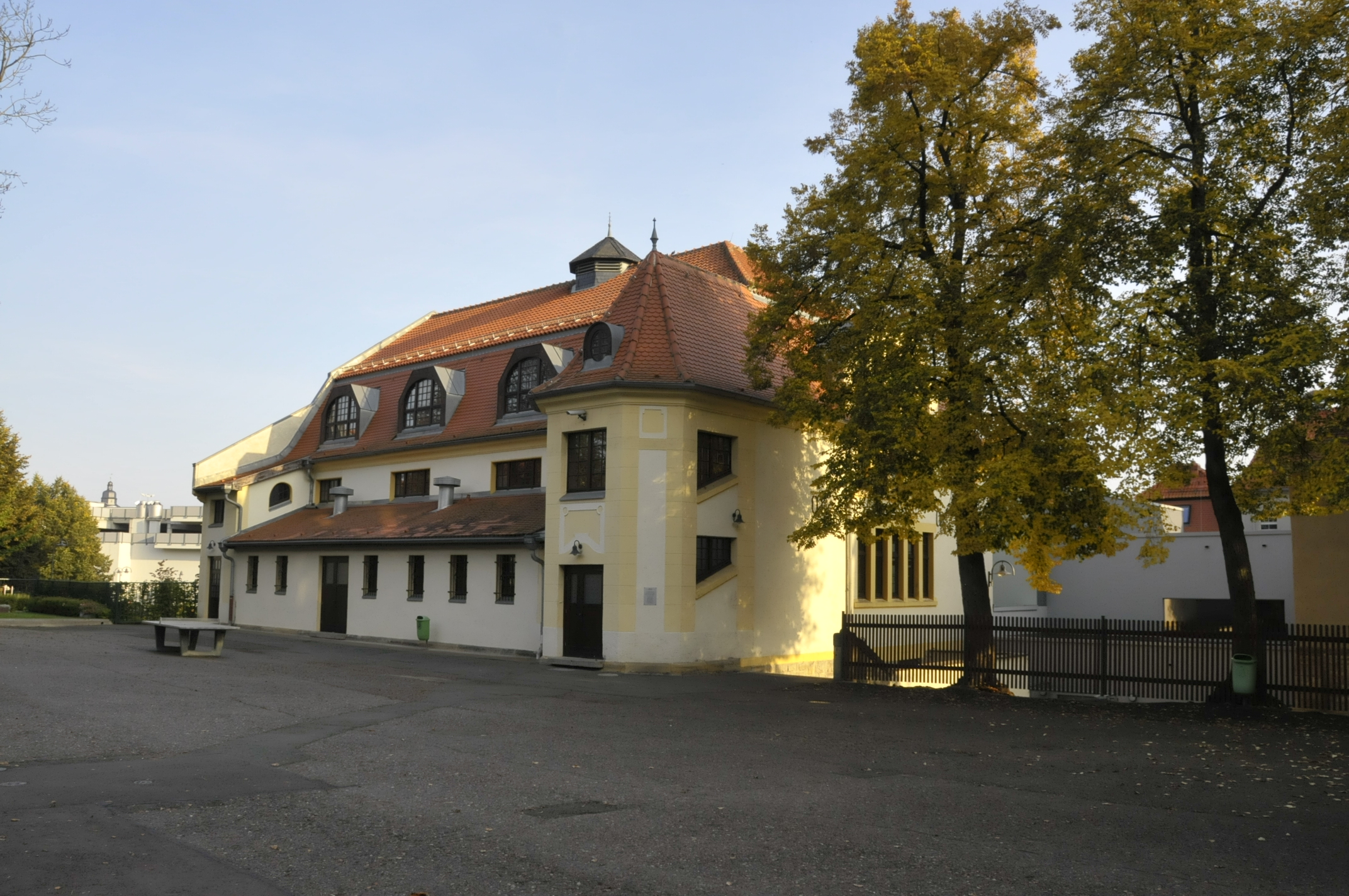
Turnhalle der Arnoldischule

Das heutige Gebäude der Arnoldischule wurde vom Architekten und Gothaer Stadtbaurat Wilhelm Goette unter Mitwirkung des damaligen Direktors der Realschule, Carl Rohrbach, konzipiert. 1908 wurde Goettes Entwurf, der den Bau auf dem Gelände des 1904 beräumten einstigen Friedhofs I an der Eisenacher Straße vorsah, von der Stadtverordnetenversammlung mit veranschlagten 640.000 Mark Baukosten bewilligt. Am 27. April 1909 begannen die Bauarbeiten, die nach Goettes Weggang aus Gotha im Frühjahr 1910 der neue Stadtbaurat Ludwig Schrauff fortführte. Am 29. Mai 1911 konnte das neue Gebäude der Realschule von Oberbürgermeister Otto Liebetrau eingeweiht werden.
Goette hatte das aus zwei je fünfgeschossigen Flügeln mit Mansardwalmdächern bestehende Gebäude nach den modernsten Erkenntnissen für Schulbauten konzipiert. So besitzen die großen und hellen Klassenräume eine fensterunabhängige Frischluftzuführung, die das gesamte Gebäude belüftet. Den Fachunterrichtsräumen für die naturwissenschaftlichen Fächer waren eigene Vorbereitungsräume für die Lehrer angegliedert, in denen Unterrichts- und Anschauungsmaterialien aufbewahrt werden konnten. Im ersten Obergeschoss des Westflügels gab es ursprünglich auch ein Seewasseraquarium. Im Untergeschoss des Nordflügels wurde neben einem Abstellraum für Fahrräder auch ein großer Pausenraum eingerichtet.
In dem breiten Haupttreppenhaus, das vom Schulhof her über eine geschwungene Freitreppe betreten wird, wurden auf drei Etagen großzügige, mit farbigen Fliesen verkleidete Wandelhallen für die Schüler eingerichtet, in denen bis heute je ein Wandbrunnen Trinkwasser spendet. Über dem Dach des Mittelbaus wurde eine eigene Schulsternwarte mit Drehkuppel errichtet. Eine der beiden Nebentreppen des Gebäudes (an der Ostecke des Nordflügels) wurde als Wendeltreppe so gestaltet, dass das Treppenauge für physikalische Fallversuche genutzt werden konnte. Seit 1990 ist in diesem Treppenhaus ein Foucaultsches Pendel aufgehängt. In der großen Aula mit Tonnengewölbe befinden sich eine Empore sowie eine 1911 von den Gothaer Versicherungen gespendete Orgel aus der Echterdinger Werkstatt Orgelbau Friedrich Weigle mit 19 Registern, zwei Manualen und Pedal.
An den einst als Turnplatz genutzten Schulhof schließt sich die ebenfalls von Goette geplante und zeitgleich mit der Schule errichtete Turnhalle im selben Baustil an.
Für den Bau des Schulgebäudes wurden 525.209,30 Mark und für den Bau der Turnhalle 55.147,89 Mark aufgewendet. Alle übrigen Ausgaben eingerechnet, beliefen sich die Ausgaben für das gesamte Bauprojekt auf 663.292,12 Mark.
In den nachfolgenden Jahrzehnten wurden nur geringe Veränderungen am Schulhaus vorgenommen, dessen bauzeitliche Innenausstattung bis heute weitgehend im Originalzustand erhalten ist.
1918 wurde zwischen zwei Wandpfeilern der oberen Wandelhalle eine triptychonartige Gedächtnistafel mit aufklappbaren Flügeln angebracht, auf der die Namen der im Ersten Weltkrieg gefallenen 156 Schüler und vier Pädagogen verzeichnet waren. Diese wurde vermutlich in den Monaten der Besatzungszeit 1945/1946 beseitigt. Ebenfalls in dieser Zeit wurde die seit der Einweihung des Schulhauses im Eingangsbereich aufgestellte lebensgroße Gips-Sitzbildnis von Ernst Wilhelm Arnoldi zerstört. Die Plastik stammte vom Gothaer Bildhauer Ernst Morgenroth (1874–1927), der sie für ein nicht ausgeführtes Denkmal Arnoldis, das für den Vorgarten der Gothaer Feuerversicherungsbank an der Bahnhofstraße gedacht war, geschaffen hatte.
In den 1960er-Jahren wurden die die Decke der Aula schmückenden runden Kartuschen mit Tierkreiszeichen aus der Erbauungszeit einfarbig übermalt.
1992 konnten die historischen Trinkbrunnen in den Wandelhallen, die seit dem Krieg kein Wasser mehr führten, restauriert und wieder in Betrieb genommen werden.
Im Jahr 1996 wurde vor dem Eingang zur Aula eine vom Bildhauer Rüdiger Wilfroth geschaffene Porträtbüste Ernst Wilhelm Arnoldis enthüllt, die ein Geschenk der Schüler des Abiturjahrgangs 1996 an ihre Schule ist.
Zwischen 1991 und 1997 konnten die das Musikkabinett schmückenden historischen Musikerbildnisse dank Spenden des Vereins der Freunde und Förderer der Arnoldischule (VFFA) restauriert werden.
Von 1994 bis 1998 wurde das Arnoldischulhaus umfassend und historisch genau restauriert. Unter anderem konnten durch Spendenmittel des Fördervereins in der Aula die Orgel instand gesetzt und die Tierkreiszeichen an der Decke wieder freigelegt werden. Auch die Turnhalle wurde im selben Zeitraum saniert. Architekt und Bauleiter erhielten für die Generalsanierung 1998 den Thüringer Denkmalschutzpreis. Die Gesamtsumme für die Sanierung beider Gebäude betrug 6,39 Mio. Euro.

## Direktoren
- Eduard Zschaeck (1876 bis 1899)
- Carl Rohrbach (1899 bis 1924)
- Erich Burchardt (1924 bis 1933)
- Hans Karge (1933 bis 1938)
- Walter Kinttof (1938 bis 1945)
- Heinrich Gaensler (1945 bis 1951)
- Otto Nabielek (1952 bis 1958)
- Fritz Klein (1958 bis 1960)
- Egon Heinrich (1959 bis 1972)
- Wolfgang Krause (1972 bis 1990)
- Werner Buntin (1990/91)
- Clemens Festag (1991 bis 2024)
- Kati Lang (seit 2024)

## Bekannte Schüler
Zu den Absolventen der Arnoldischule gehören u. a. Antje Babendererde, Noah Bitsch, Sigrid Damm, Andy Dittmar, Katrin Göring-Eckardt, Petra Hartung, Martin Jankowski, Wolfgang Ipolt, Steven Merting, Rainer Nabielek, Dirk Oschmann, Christel Riemann-Hanewinckel, Siegfried Schmidt-Joos und Matthias Wenzel.

## Schulpartnerschaften
Die Arnoldischule pflegt Partnerschaften mit dem Martin-Schleyer-Gymnasium Lauda-Königshofen in Lauda, dem französischen College "Louise Michel" in Saint-Just-en-Chaussée (seit 1995), dem litauischen Gabijos-Gymnasium in Mažeikiai (seit 1988) und der Gaston Day School im US-amerikanischen Gastonia (seit 1995).

## Sonstiges

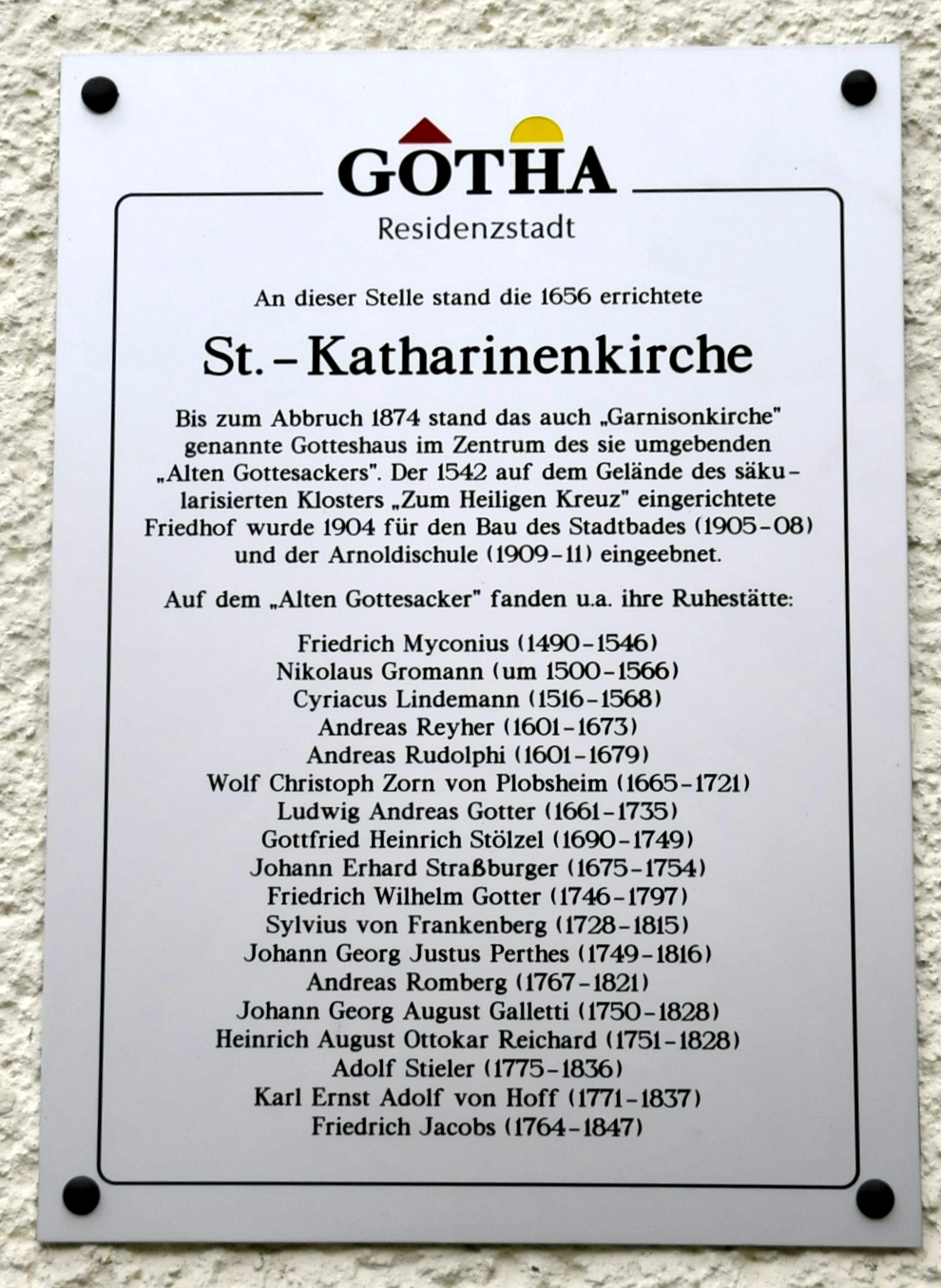
Gedenktafel an der Turnhalle

Die Turnhalle der Arnoldischule steht auf dem Platz der einstigen St.-Katharinen-Kirche des auch Alter Gottesacker genannten Friedhofs I. Seit 2012 erinnert eine Gedenktafel an der Turnhalle an das Gotteshaus und 18 bedeutende Gothaer, die auf dem Friedhof ihre Ruhestätte fanden.
Jeweils am 21. Mai, dem Geburtstag des Namensgebers ihrer Schule, ehren die Arnoldischüler diesen mit der Niederlegung von Blumen an seinem Grabstein. Dieser steht nur wenige Schritte von der Schule entfernt auf dem Areal des einstigen Friedhofs II an der Eisenacher Straße. Eine Unterbrechung erfuhr diese bis Anfang der 1940er-Jahre gepflegte Tradition durch den Zweiten Weltkrieg. In der Nachkriegszeit wurde sie nicht wieder aufgenommen, zumal 1969 sämtliche Grabdenkmäler und damit auch das von Arnoldi abgeräumt wurden. Mit der Wiederaufstellung des Arnoldi-Grabsteins auf dem ehemaligen Friedhofsareal im Frühjahr 1993 konnte die Ehrung zu seinem 215. Geburtstag nach rund fünf Jahrzehnten erstmals wieder stattfinden.
Die Schüler der Arnoldischule bezeichnen sich selbst als Arnoldianer, die offizielle Bezeichnung lautet Arnoldischüler.
Der erste Direktor der Arnoldischule, Eduard Zschaeck, war verheiratet mit Wilhelmine Agnes Drescher (1833–1905), einer Enkelin Ernst Wilhelm Arnoldis.
Seit November 1991 besteht der Verein der Freunde und Förderer der Arnoldischule (VFFA) mit Sitz in Gotha. Seine 590 Mitglieder (Stand: Oktober 2016) unterstützen die Schule sowohl ideell (z. B. bei Vorträgen und Exkursionen) als auch materiell (durch Spenden in Höhe von etwa 5.000 bis 8.000 Euro p. a.).
Im Januar 2011 wurde der Arnoldischule vom Deutschen Schachbund als erster Thüringer Schule der Titel Deutsche Schachschule verliehen.